# Incudine (araldica)
L'incudine in araldica è simbolo di capacità di resistenza all'altrui violenza. L'incudine è stata spesso assunta nello stemma da chi aveva condotto una prolungata resistenza in battaglia.

## Posizione araldica ordinaria
L'incudine si rappresenta, di norma, vista di lato e posta in fascia.

## Galleria d'immagini

Quadrato d'argento, caricato di un'incudine di nero (Magliolo)
Incudine d'argento (Zinswiller, Francia)
Incudine d'oro (Jokioinen, Finlandia)
Incudine di nero con un maglio dello stesso (Herrería, Spagna)